# Bobot, Trenčín
Bobot este o comună slovacă, aflată în districtul Trenčín din regiunea Trenčín. Localitatea se află la altitudinea de 241 m deasupra n.m., se întinde pe o suprafață de 16,08 km2 și în 2017 număra 760 de locuitori.

## Istoric
Localitatea Bobot este atestată documentar din 1240.

## Demografie
| An:                | 1994 | 2004   | 2014   | 2024   |
| ------------------ | ---- | ------ | ------ | ------ |
| Număr de persoane: | 771  | 725    | 757    | 719    |
| Diferență:         |      | −5,96% | +4,41% | −5,01% |

| An:                | 2023 | 2024   |
| ------------------ | ---- | ------ |
| Număr de persoane: | 728  | 719    |
| Diferență:         |      | −1,23% |